# Yuri Grigoróvich
Yuri Nikolayevich Grigoróvich (ruso: Юрий Николаевич Григорович; Leningrado, 2 de enero de 1927-Moscú, 19 de mayo de 2025) fue un bailarín, maestro  y coreógrafo de ballet ruso.

## Biografía
Grigorovich nació en Leningrado en el seno de una familia vinculada al Ballet Imperial Ruso. Se graduó de la Escuela Coreográfica de Leningrado en 1946 y bailó como solista del Ballet Kirov hasta 1962. Sus puestas en escena de La flor de piedra (1957) y de La leyenda de amor (1961) de Serguéi Prokófiev le granjearon el reconocimiento como coreógrafo. 
En 1964 se trasladó al Teatro Bolshoi, donde trabajaría como director artístico hasta 1995. Sus producciones más famosas en el Bolshoi fueron El cascanueces (1966), Espartaco (1967) e Iván el Terrible (1975). En 1984, reelaboró El lago de los cisnes para darle un final feliz a la historia y fue duramente criticado.
En 1995, fue acusado de haber permitido que el teatro se sumiera en el estancamiento y, tras numerosas disputas, fue destituido. Posteriormente, coreografió para diversas compañías rusas antes de establecerse en Krasnodar, donde fundó su propia compañía. Grigorovich presidió los jurados de numerosos concursos internacionales de ballet clásico. Tras el fallecimiento de su esposa, la bailarina Natalia Bessmertnova, se le ofreció la oportunidad de regresar al Bolshoi como maestro de ballet y coreógrafo.

## Premios y reconocimientos
- Artista Emérito de la RSFS de Rusia (1957)
- Medalla Conmemorativa del 250.º Aniversario de Leningrado (1957)
- Artista del Pueblo de la RSFS de Rusia (1966)
- Medalla Conmemorativa por el Centenario del Natalicio de Lenin (1970)
- Premio Lenin (1970)
- Artista del Pueblo de la URSS (1973)
- Orden de Lenin, dos veces (1976, 1986)
- Orden de los Santos Cirilo y Metodio, 1.ª clase (Bulgaria) (1977)
- Premio Estatal de la URSS, dos veces (1977, 1985)[5]
- Artista del Pueblo de la RSS de Uzbekistán (1981)
- Orden de la Revolución de Octubre (1981)
- Premio Estatal Hamza (1983)[6]
- Héroe del Trabajo Socialista (1986)
- Orden al Mérito por la Patria, 3.ª clase (2002) - por su destacada contribución al desarrollo del arte coreográfico
- Máscara de Oro (2003)
- Orden al Mérito (Ucrania), 3.ª clase (2004)
- Orden de la Amistad (Kazajistán), 2.ª clase (2005)
- Premio Nobel Ludwig (2006)
- Orden al Mérito por la Patria, 2.ª clase (2007) - por su destacada contribución al desarrollo del arte coreográfico nacional e internacional, y por sus muchos años de actividad creativa
- Orden de Francysk Skaryna (2007)
- Ovación (2008)
- Orden al Mérito por la Patria, 1.ª clase (2011)
- Premio Estatal de la Federación Rusa (2017)